# أوتو يان
أوتو يان (بالدنماركية: Otto Jahn)‏ (و. 1813 – 1869 م) هو مؤرخ الفن، وعالم آثار، وعالم موسيقى، ومؤرخ موسيقى، وأستاذ جامعي، وكاتب سير، وملحن، وعالم لغوي كلاسيكي، وباحث في تاريخ العصور الكلاسيكية، وعالم آثار كلاسيكية من مملكة الدنمارك، ومملكة بروسيا، ولد في كيل، كان عضوًا في أكاديمية لينسيان (منذ 2 مارس 1869)، وأكاديمية ساكسون للعلوم (منذ 10 يوليو 1847)، والأكاديمية الروسية للعلوم، وأكاديمية العلوم في غوتينغن، والمعهد الألماني للآثار، والأكاديمية البافارية للعلوم والعلوم الإنسانية، والأكاديمية البروسية للعلوم، توفي في غوتينغن، عن عمر يناهز 56 عاماً.

## التعليم
تعلم في جامعة لايبتزغ، وتعلم في جامعة هومبولت في برلين، وتعلم في جامعة كيل
.

## روابط خارجية
- أوتو يان على موقع الموسوعة البريطانية (الإنجليزية)